# William Gilmore Simms

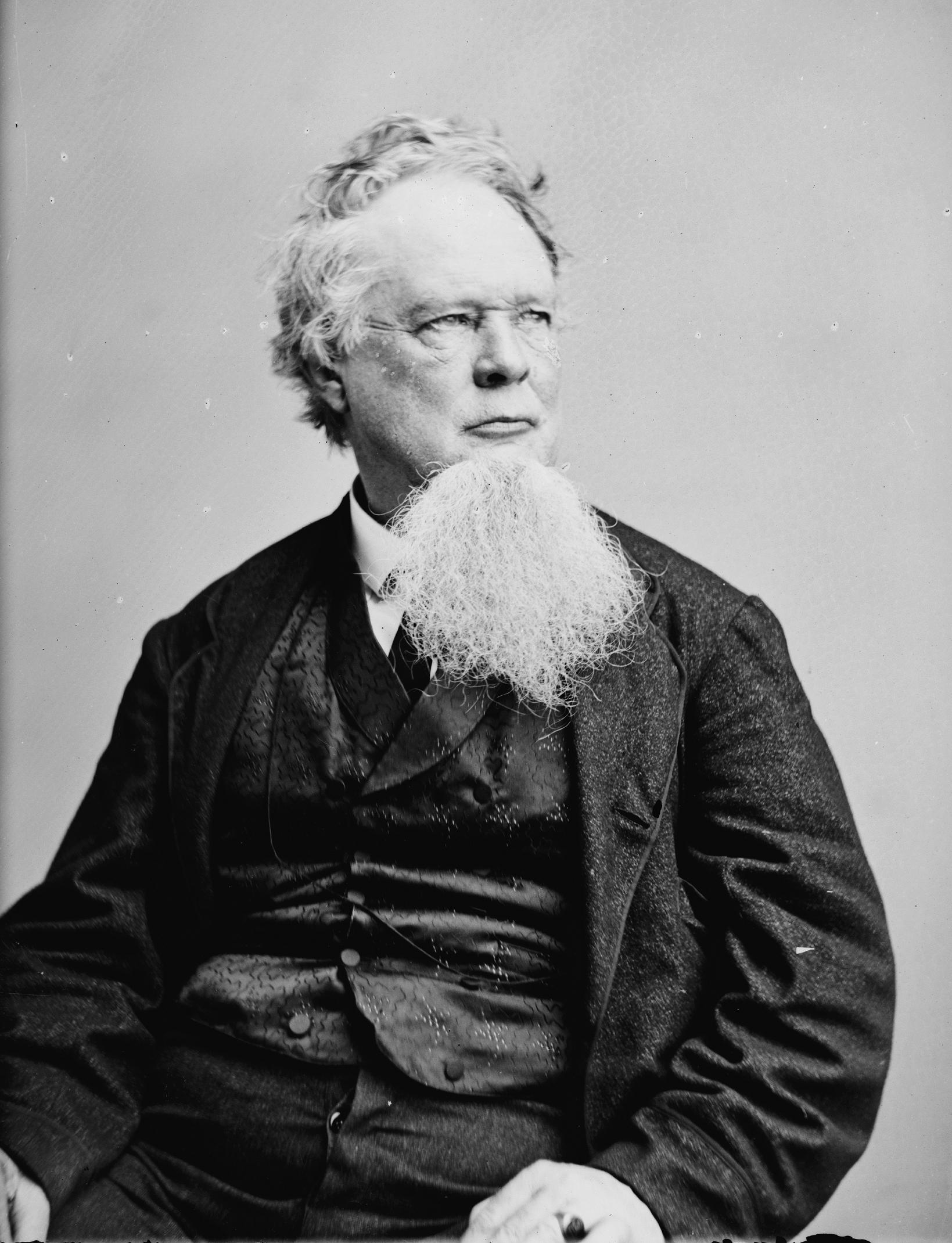
Simms rond 1860

William Gilmore Simms (Charleston, 17 april 1806 - aldaar, 11 juni 1870) was een Amerikaanse dichter, romanschrijver en historicus. Zijn romans waren in de 19e eeuw erg populair, en Edgar Allan Poe noemde hem de beste Amerikaanse romanschrijver ooit, maar tegenwoordig zijn zijn romans min of meer uit de gratie. Simms was een uitgesproken tegenstander van afschaffing van de slavernij en had felle kritiek op Harriet Beecher Stowes roman De negerhut van Oom Tom.

## Biografie
Simms was van Schots-Ierse afkomst. Zijn moeder overleed toen hij nog heel jong was, en nadat de carrière van zijn vader was mislukt werd hij opgevoed door zijn grootmoeder. Als tiener werkte hij in een kleine apotheek, waarna hij op achttienjarige leeftijd rechten ging studeren. Op zijn negentiende schreef hij een monodie over staatsman Charles Cotesworth Pinckney. Van 1828 tot 1832 was hij journalist, uitgever en mede-eigenaar van de plaatselijke krant (City Gazette). In 1836 trouwde hij met Anne Malcolm Giles, en een jaar later gaf hij zijn rechtencarrière op om zich volledig aan de literatuur te wijden.
In zijn latere leven toonde William Gilmore Simms zich een groot voorstander van het separatisme en de zuidelijke staten van de Verenigde Staten. Van 1844 tot 1846 was hij lid van het Huis van Afgevaardigden, waarna hij in de verkiezingen voor luitenant-gouverneur met slechts één stem verschil werd verslagen. De Universiteit van Alabama benoemde hem tot Doctor in de rechtswetenschappen (LL.D, "Doctor of Law").
Simms overleed in zijn huis in de Society Street in Charleston en ligt begraven op het Magnolia Cemetery.

## Werken
- Lyrical and Other Poems (1827)
- Tile Vision of Cones, Cain, and Other Poems (1829)
- The Tricolor, or Three Days of Blood in Paris (1830)
- Atalantis, a Tale of the Sea (1832).
- Martin Faber, the Story of a Criminal (1833)
- The Yemassee (1835)
- The Partisan (1835)
- Mellichampe (1836)
- Richard Hurdis; or, the Avenger of Blood. A Tale of Alabama (1838)
- Border Beagles: A Tale of Mississippi (1840)
- The Kinsmen (1841)
- History of South Carolina (1842)
- The Lily and the Totem, or, The Huguenots in Florida (1850)
- Katherine Walton (1851)
- The Tennessean's Story (1852)
- Vasconselos (1853)
- Woodcraft (1854)
- The Forayers (1855)
- Eutaw (1856)
- The Cassique of Kiawah (1859)
- Joscelyn (1867)